# Carestia kazaka del 1930-1933
La carestia kazaka del 1930-1933, nota anche come catastrofe kazaka, o Asharshylyk, fu una carestia durante la quale morirono circa 1,5 milioni di persone nella Repubblica socialista sovietica autonoma kazaka, allora parte della Repubblica Sovietica Federativa Socialista Russa in l'Unione Sovietica, di cui 1,3 milioni erano di etnia kazaka. Si stima che sia morto dal 38% al 42% di tutti i kazaki, la percentuale più alta di qualsiasi gruppo etnico ucciso dalla carestia sovietica del 1930-1933 . Altre fonti affermano che morirono da 2,0 a 2,3 milioni.

## Storia
La carestia iniziò nell'inverno del 1930, un anno intero prima della carestia in Ucraina, chiamata Holodomor, che ebbe il suo momento peggiore negli anni 1931-1933. La carestia ha reso i kazaki una minoranza nell'ASSR kazako; ha causato la morte o la migrazione di un gran numero di persone, e solo negli anni '90, dopo la dissoluzione dell'Unione Sovietica, i kazaki sono diventati di nuovo il più grande gruppo etnico del Kazakistan.
Prima della carestia, circa il 60% dei residenti della repubblica erano di etnia kazaka, una percentuale notevolmente ridotta a circa il 38% della popolazione dopo la carestia. La carestia è vista da alcuni studiosi come appartenente alla più ampia storia della collettivizzazione nell'Unione Sovietica e parte della carestia sovietica del 1932-1933.
Alcuni storici kazaki descrivono la carestia come un genocidio dei kazaki perpetrato dallo stato sovietico; tuttavia, altri storici sostengono il contrario. In Kazakistan, alcuni studi hanno continuato a utilizzare la spiegazione sovietica della carestia, chiamandola il genocidio di Goloshchyokin, dal nome di Filipp Gološčëkin, che era il primo segretario del Partito Comunista nella Repubblica Socialista Sovietica Autonoma Kazaka, anche conosciuto come uno dei principali autori dell'esecuzione della famiglia Romanov, per sottolineare la sua presunta natura volontaria; tuttavia, alcuni studiosi occidentali non sono d'accordo con questa etichetta.